# Északi Gazdasági Körzet

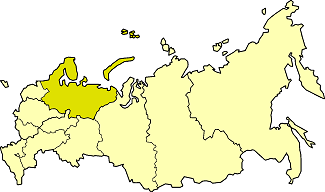
Az Északi Gazdasági Körzet fekvése

Az Északi Gazdasági Körzet (orosz nyelven: Северный экономический район, Szevernij ekonomicseszkij rajon), Oroszország 11 gazdasági körzetének egyike. Oroszország területének 8,6%-ára terjed ki, de az óriási területen az ország népességének csak mintegy 4%-a él. Népességének legnagyobb része városlakó. Az Oroszországi Föderáció alábbi szubjektumai alkotják:
1. Arhangelszki terület
2. Karélia
3. Komiföld
4. Murmanszki terület
5. Nyenyecföld
6. Vologdai terület

## Földrajzi áttekintés
Az Északi Gazdasági Körzet az európai országrész északi sávját foglalja el. Nyugat-keleti irányban az országhatártól (Karélia, Kola-félsziget) az Urálig terjed, északon a tenger, délen nagyjából az Észak-orosz-hátság határolja. Legnagyobb részében sík vagy enyhén dombos vidék, nyugaton a Kola-félsziget, keleti peremén pedig az Urál kivételével hegyei szinte egyáltalán nincsenek. Legnagyobb folyói a Pecsora és az Északi-Dvina, legnagyobb állóvize az Onyega-tó.
A terület közel felét erdő, zömmel fenyőerdő borítja. Az északi részeken a fagyott talajú, nyáron mocsárvilággá változó tundra az uralkodó. A nyár rövid és kevés meleget ad, a tél zord és hideg, a fagyos északi szél akadálytalanul zúdul le a tenger felől. Az övezet egy része az északi sarkkörön túl fekszik.

## Gazdaság

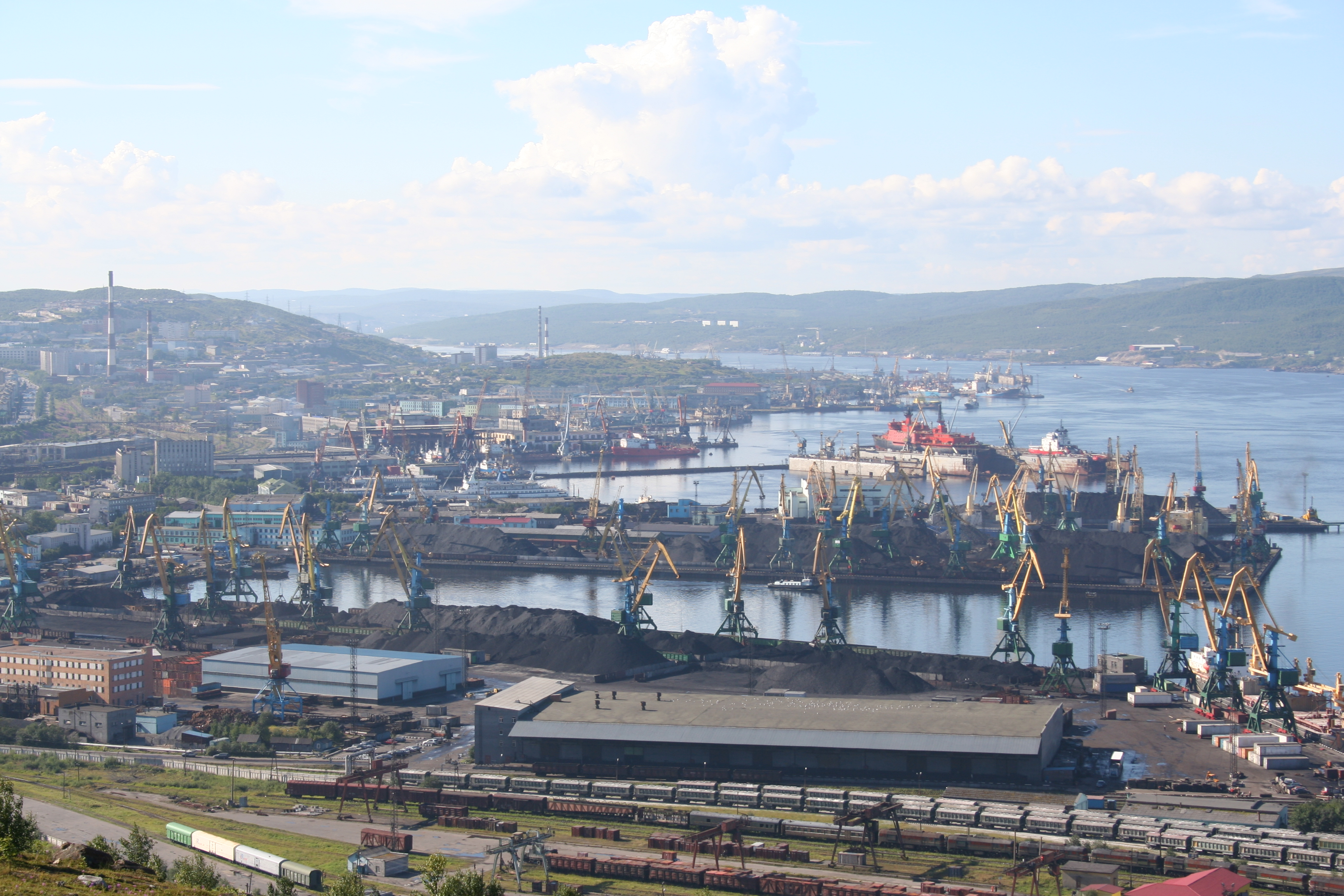
Murmanszk kikötője (2005)

Természeti erőforrásokban igen gazdag, ezért gazdaságában az energiaipar, a bányászat és a nyersanyagok feldolgozása a meghatározó.
Országos jelentőségű a Komiföld és a Nyenyecföld határvidékén elterülő tyiman-pecsorai szénhidrogén mező. Az itt bányászott kőolaj egy részét helyben finomítják (Uhta, Pleszeck), más részét, továbbá a kitermelt földgázt (a Vuktyil környéki nagy gázlelőhelyről) távvezetékeken a szomszédos gazdasági körzetekbe továbbítják.
A Pecsora-medencében és az Urál előterében (Inta, Vorkuta) kőszenet bányásznak, melyet a körzet hőerőműveiben, kohászatában, vegyiparában hasznosítanak.
A Kola-félsziget ásványi kincsekben különösen gazdag: az itt bányászott apatit a vegyipar egyik fontos nyersanyaga, melyből többek között foszfort nyernek. Az itteni apatitból a körzeten kívüli műtrágyagyáraknak is szállítanak. Igen jelentősek a félszigeten található színesfém ércek, főként réz- és nikkel előfordulásai. A rézbányászat és ércdúsítás központja Nikel város, a színesfém-kohászaté Moncsegorszk. A Kola-félszigeten és Karéliában kitermelt vasércet a Cserepovecben létesített vaskohászati kombinát dolgozza fel, amihez az energiát a vorkutai kokszolható szén és Karélia több vízerőműve szolgáltatja.
A gazdaság egyik fejlett ágazata a faipar. Fafeldolgozó üzemek létesültek többek között Arhangelszkben, Kotlaszban, Sziktivkarban. Cellulóz- és papírkombinát működik Komiföldön és Karéliában. A gépiparban papír- és faipari gépeket állítanak elő, Murmanszkban a hajógyártás jelentős.
Murmanszk tengeri kikötője nem fagy be, ezért igen fontos szerepe van nemcsak az északi térség lakosságának ellátása szempontjából, hanem az európai országrész külkereskedelmében is. A körzet egyik legfontosabb vasútvonalának szintén Murmanszk az egyik végpontja, a másik Szentpétervár. Egy másik vasúti fővonal a bányaváros Vorkutát köti össze a központi területekkel. A közúti hálózat fejletlen, ami részben a mostoha éghajlattal magyarázható.
Az északi tengeri halászat és a tengeri halászflotta két központja Arhangelszk és Murmanszk,  fontos gazdasági ágazat a halfeldolgozás és a konzervgyártás.
Mezőgazdasági hasznosításra alkalmas földek inkább csak a nagyobb folyók délebbre eső völgyeiben, értékes rétein találhatók. A szántóterület részaránya igen csekély. Alapvető élelmiszerekből a körzet behozatalra szorul. A mezőgazdaság leginkább a Vologdai területre koncentrálódik, ott a szarvasmarha-tartás az uralkodó, és elterjedt a lentermelés. Északon, a tundrán és az erdős tundrán a gazdasági tevékenység jellemző formája a vadászat, a halászat és a rénszarvastartás.
A körzet északkeleti részén nagy kiterjedésű védett természeti területeket alakítottak ki, melyek a Világörökség részét képezik. Ezen a vidéken gazdasági tevékenység vagy nem, vagy csak jelentős megszorításokkal folytatható.

## Lásd még
- Oroszország közigazgatási beosztása
- Komiföld őserdői